# Anna Mur
L' Anna Mur è un traghetto appartenente alla compagnia di navigazione Delcomar.

## Servizio
Varato il 15 settembre 1983 nei cantieri navali inglesi Henry Robb Caledon Yard di Leith con il nome di St. Helen e consegnato il 24 novembre 1983 alla Sealink UK Ltd, giunge per la prima volta a Portsmouth il 18 marzo, entrando in servizio sulla Portsmouth-Fishbourne a partire dal 28 novembre dello stesso anno.
Il 7 novembre 1990 viene acquistato dalla Wightlink Ltd insieme agli attuali Nando Murrau e GB Conte.

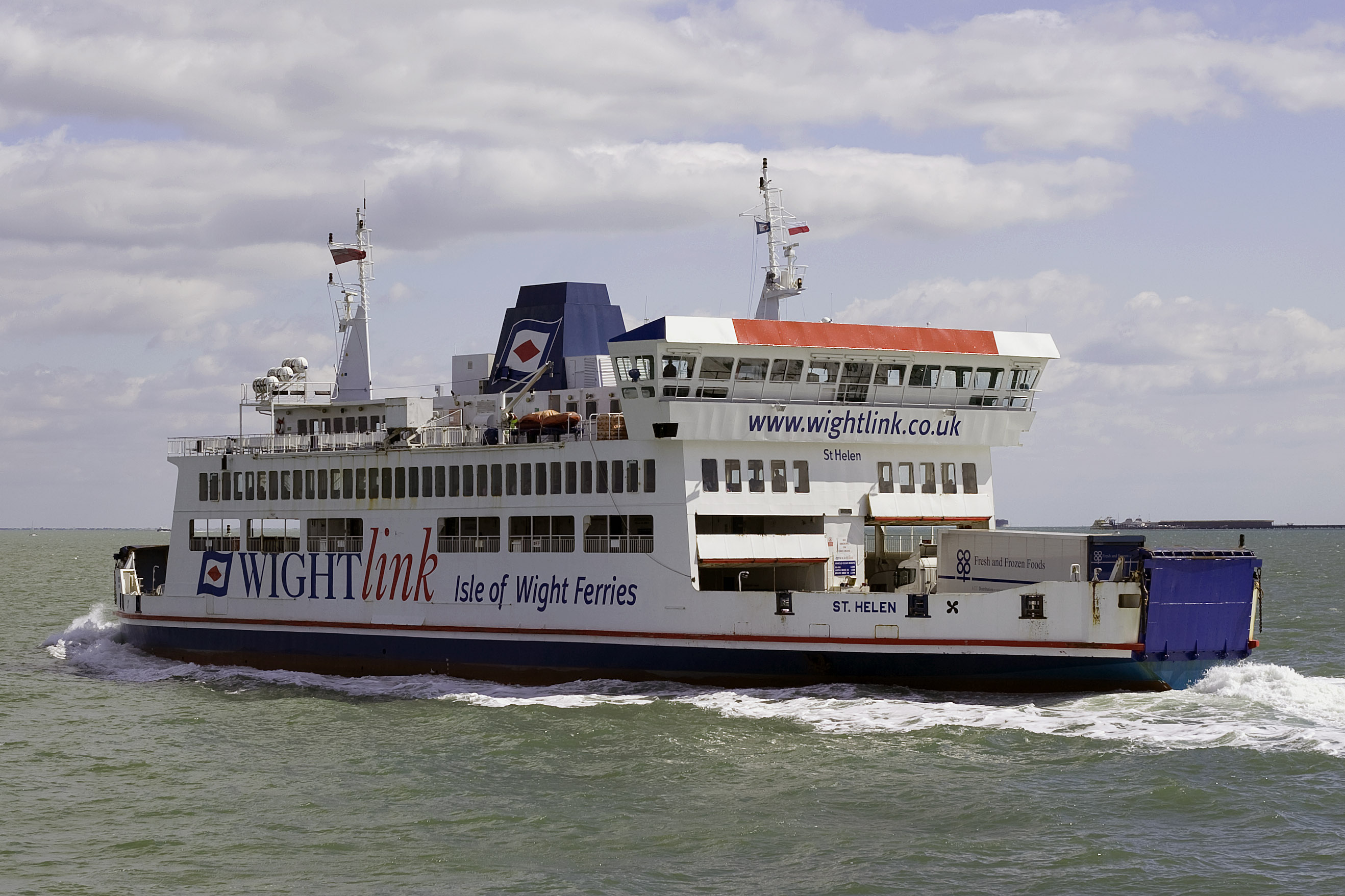
Il St. Helen in partenza da Fishbourne.

Il 16 dicembre 1992 viene posto in riserva e disarmato a Portsmouth.
Il 27 maggio 1994 riprende il servizio tra Portsmouth e Fishbourne.
Il 18 luglio 2014, durante l'attracco a Fishbourne, il portellone di prua cede e cade da circa 1,80 m, ferendo 3 passeggeri ed 1 membro dell'equipaggio.
Successivamente viene riparato e torna regolarmente in servizio fino al 26 marzo 2015, quando viene venduto all'italiana Delcomar e ribattezzato Anna Mur.
Arrivata in Italia, prenderà servizio nei collegamenti tra Calasetta e Carloforte.

## Navi gemelle
- Nando Murrau
- GB Conte
- St. Faith